# Дзосигая (кладбище)
Кладбище Дзосигая (яп. 雑司ヶ谷霊園) — муниципальное кладбище, расположенное в специальном районе Тосима в Токио, в Японии.
Кладбище занимает площадь в 10 гектаров.

## История
Кладбище было открыто в 1874 года местной префектурой Токио как открытый некрополь, появившийся в эпоху Мэйдзи, когда новое правительство страны отвергло самоизоляцию и провозгласило курс на модернизацию Японии. В 1873 году кремация была запрещена и в 1874 году в Токио были обозначены девять мест для общественных захоронений. Местное правительство префектуры Токио выделило шесть участков в том числе и кладбище Дзосигая. Строительные и административные работы были поручены Токийской палате (в настоящее время — Токийская торгово-промышленная палата).
В 1876 году администрация префектуры вернуло административные функции управления кладбищем в своё ведение, а в 1985 году передало эти функции в ведение Токийской ассоциации столичных парков.
Кладбище описывается в романе «Сердце» японского писателя Нацумэ Сосэки, который также был захоронен в некрополе.

## Мемориальные захоронения
захоронения японцев

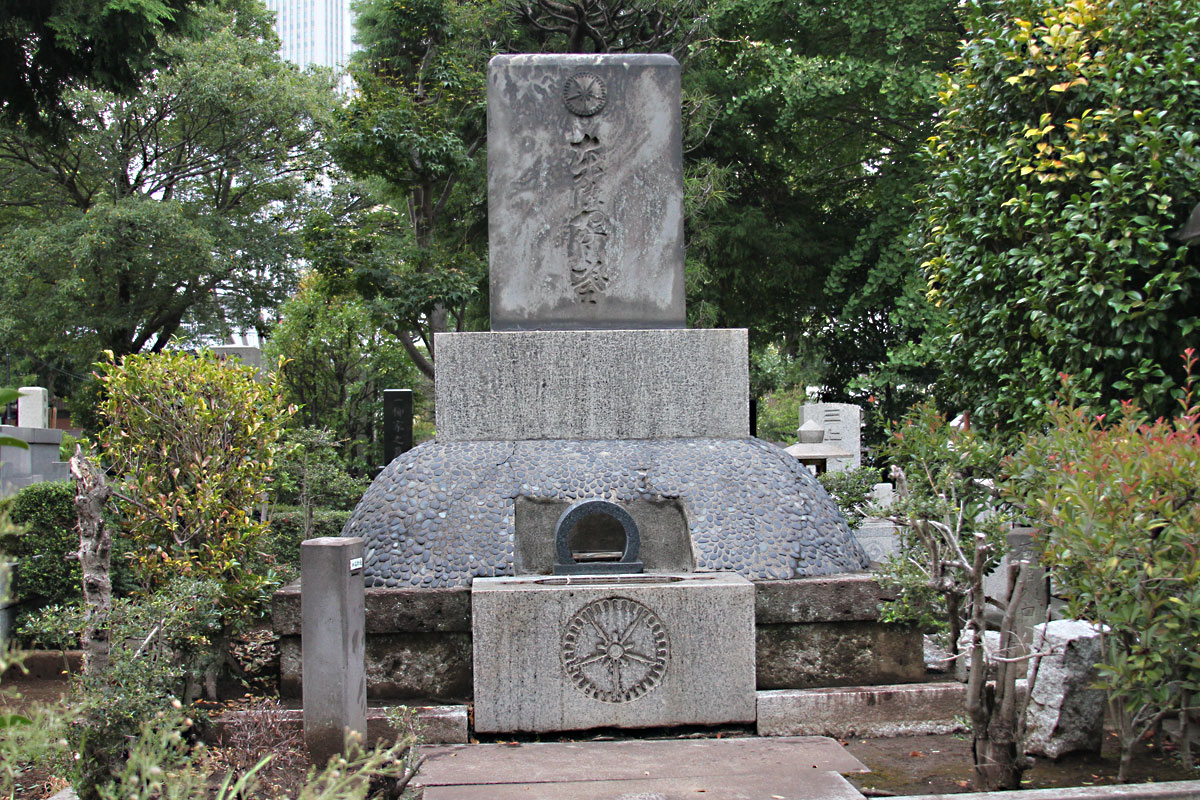
Могила Хидэки Тодзио

- Като Хироюки (1836—1916) — японский философ, теоретик государства.
- Мураяма, Кайта (1896—1919) — японский художник и писатель.
- Нагаи, Кафу (1879—1959) — японский писатель, драматург.
- Нацумэ Сосэки (1867—1916) — японский писатель.
- Огата Гэкко (1859—1920) — японский художник и график.
- Такэхиса, Юмэдзи (1884—1934) — японский поэт и художник.
- Хидэки Тодзио (1884—1948) — военачальник и политический деятель.

захоронения иностранцев
- Данилов, Антон Васильевич (1861—1923) — русский генерал-лейтенант[1].
- Кёбер, Рафаэль фон (1848—1923) — российско-немецкий философ, музыкант.
- Херн, Лафкадио (1850—1904) — ирландско-американский прозаик, переводчик.
- Феодосий (Перевалов) (1875—1933) — архимандрит, бывший начальник духовной миссии в Корее[2].